# Härad (Suécia)
Härad ( PRONÚNCIA) era uma subdivisão territorial de carácter judicial e administrativo, fazendo parte de uma província histórica (landskap) na Suécia medieval.

Possivelmente introduzida a partir da Dinamarca, a härad estava já completamente implementada na primeira metade do século XIV na região histórica da Gotalândia, com exceção da ilha da Gotlândia.  Substituiu o hundare da Svealand em meados do século XIV.
Perdeu a sua relevância na primeira metade do século XX, e foi abolida definitivamente em 1971.

Uma härad era regida judicialmente por um "grande senhor" local com o título häradshövding, o qual tinha entre outras funções dirigir os julgamentos no häradsrätt, executar as decisões judiciais, controlar os terrenos públicos e manter as estradas e pontes em boas condições. Uma härad estava dividida em instâncias menores e inferiores, com nomes como fjärding, treding, etc... Por outro lado, um grupo de härads formava um distrito judicial (lagsaga), com uma lei comum e um tribunal superior (landsting), dirigido por um homem de leis (lagman).

## Etimologia e uso
O termo härad deriva do sueco antigo hæraþ, com o significado ”poder sobre o povo”. 

Ainda hoje, o termo härad está presente em nomes como Sjuhärad (região informal do sul da Västergötland), P4 Sjuhärad (canal local da Rádio Sueca) e Vagnhärad (localidade da Södermanland).